# Coração de Maria (kommun)
Coração de Maria är en kommun i Brasilien.   Den ligger i delstaten Bahia, i den östra delen av landet, 1 100 km öster om huvudstaden Brasília. Antalet invånare är 22 431.
Följande samhällen finns i Coração de Maria:
- Coração de Maria

Omgivningarna runt Coração de Maria är huvudsakligen savann. Runt Coração de Maria är det ganska tätbefolkat, med 139 invånare per kvadratkilometer.